# Antic Escorxador Municipal de Gandesa
L'Antic Escorxador Municipal de Gandesa és una obra de Gandesa (Terra Alta) protegida com a Bé Cultural d'Interès Local.

## Descripció
L'antic escorxador de Gandesa es troba fora del nucli urbà en un lloc de fàcil accés pels ramats i al costat de la font vella per a facilitar l'abeuratge dels animals. L'edifici construeix en un solar de forma triangular i consta de dos volums diferenciats. Una planta baixa i amb un cos al centre –la sala de sacrifici- de doble alçada per a facilitar la ventilació. Un volum baix amb dependències auxiliars envolta els costats nord, est i sud. Per la banda oest l'edifici s'obre a un pati. Al costat nord hi havia els corrals.
Al voltant dels anys vuitanta del segle passat es va construir una nau de planta triangular amb coberta lleugera d'estructura metàl·lica que encara es fa servir.